# Julius Blüthner

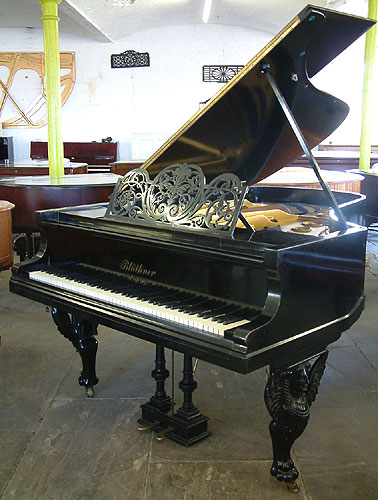
piano av Blüthner från 1890

Julius Ferdinand Blüthner, född 1 mars 1824, död 13 april 1910, var en tysk pianotillverkare. 
Han grundade Julius Blüthner Pianofortefabrik GmbH 1853 i Leipzig, vilken snart vann anseende över hela världen. 
Blüthners specialitet var "alikvotflyglarna". 1856 uttog han patent på en ny repetitionsmekanik. 
Blüthner skrev tillsammans med Heinrich Gretschel Lehrbuch des Pianofortebaues (1872, 3:e upplagan 1909).

## Eftermäle
Asteroiden 10857 Blüthner är uppkallad efter honom.